# ارجون کپور
ارجون کپور (انگلیسی: Arjun Kapoor؛ زادهٔ ۲۶ ژوئن ۱۹۸۵) در بمبئی یک هنرپیشه اهل هند است. وی از سال ۲۰۰۳ میلادی تاکنون مشغول فعالیت بوده‌است.

## زندگی‌نامه
کپور در مدرسه آریا ویدیا ماندیر در بمبئی تحصیل کرد، که تا دوازدهمین دوره خود حضور داشت. پس از رد شدن در امتحانات کلاس دوازدهم، او تحصیلات خود را ترک کرد. در نوجوانی و اوایل بیست سالگی کپور از چاقی رنج می‌برد و تقریباً ۱۴۰ کیلوگرم وزن داشت؛ او بعدها گفت که با توجه به شرایطی که داشت، دچار «غفلت، بدخلقی» و «اعتماد به نفس پایین» شده بود. اولین کار کپور در صنعت فیلم به عنوان دستیار کارگردان در فیلم زیبای کال هو نا هو به کارگردانی نیکیل آدوانی در سال ۲۰۰۳ بود. او همچنین به آدوانی در سال‌های بعد در کارگردانی بعدی خود یعنی «ادای احترام به عشق» (۲۰۰۷) کمک کرد و به عنوان دستیار تهیه‌کننده در دو تهیه‌کنندگی پدرش در فیلم‌های No Entry و Wanted همکاری کرد. سپس کپور برای قرارداد سه فیلم با کمپانی تولید فیلم یاش راج فیلمز، عقد قرارداد کرد.
کپور نخستین بازیگری خود را در سال ۲۰۱۲ با فیلم حبیب فیصل با عنوان «عشق زاده» در مقابل «پارینیتی چوپرا»، موفقیتی حیاتی و تجاری انجام داد. تاران آدارش در مورد عملکرد ارجون نوشت: «ارجون کپور یک شروع فوق العاده را خلق کرده‌است. او دارای زبان بدن یکسان نیست و نوعی از یک فیلم» I-do not give-a-damn «است.»
در سال ۲۰۱۴، دو اکران اول کپور بسیار موفقیت‌آمیز بود. او برای اولین بار در نقش مقابل رانویر سینگ و پریانکا چوپرا در گوندای، اثری اکشن و هیجان انگیز به کارگردانی علی عباس ظفر، بازی کرد. این فیلم داستان دو راهزن (که توسط ارجون کپور و رانویر سینگ انجام می‌شود) است که به دهه ۱۹۸۰ بر می‌گردد که می‌خواهند قدرتمندترین قهرمانان کلکته شوند.
کپور پس از نقش آفرینی در سه فیلم جنایی متوالی در کمدی عاشقانه دو ایالت در کنار آلیا بهات حضور یافت. این فیلم اقتباس از رمان چتان بهجت با همان نام است و داستان دو دانش آموز را روایت می‌کند که سعی در متقاعد کردن والدین خود به موافقت با ازدواجشان را دارند. وی در این فیلم نقش متفاوتی را ایفا کرد و موفق به دریافت نامزدی بهترین بازیگر مرد از جشنواره استارداست آواردز هند شد.
سومین فیلم فیلم کپور در سال ۲۰۱۴، فیلم «پیدا کردن فانی» در کنار دیپیکا پادوکن، ناصرالدین شاه بود. این فیلم در گوا فیلمبرداری شد و داستان پنج دوست را که در سفر جاده ای در جستجوی یک زن به نام «فانی» قرار گرفته‌اند، روایت می‌کند. این فیلم با تحسین منتقدان همراه شد.منتقد شوبا-شتی ساها، نقش آفرینی کپور در این فیلم را به عنوان بهترین عملکردش در سال‌های اخیر، نام برد. سپس ارجون در فیلم تیور در کنار سوناکشی سین‌ها ایفای نقش کرد. این فیلم بازسازی فیلم تلوگو «اوکادو» محصول سال ۲۰۰۳ بود و به تهیه‌کنندگی پدرش بانی کپور ساخته شد.منتقد راجا سن، این فیلم را به عنوان «یکی دیگر از این بازسازی‌های بی معنی سینمای جنوب هند» مورد انتقاد قرار داد. این فیلم در گیشه سینما شکست خورد.
کپور در مدرسه آریا ویدیا ماندیر در بمبئی تحصیل کرد، که تا دوازدهمین دوره خود حضور داشت. پس از رد شدن در امتحانات کلاس دوازدهم، او تحصیلات خود را ترک کرد. در نوجوانی و اوایل بیست سالگی کپور از چاقی رنج می‌برد و تقریباً ۱۴۰ کیلوگرم وزن داشت؛ او بعدها گفت که با توجه به شرایطی که داشت، دچار «غفلت، بدخلقی» و «اعتماد به نفس پایین» شده بود. اولین کار کپور در صنعت فیلم به عنوان دستیار کارگردان در فیلم زیبای کال هو نا هو به کارگردانی نیکیل آدوانی در سال ۲۰۰۳ بود. او همچنین به آدوانی در سال‌های بعد در کارگردانی بعدی خود یعنی «ادای احترام به عشق» (۲۰۰۷) کمک کرد و به عنوان دستیار تهیه‌کننده در دو تهیه‌کنندگی پدرش در فیلم‌های No Entry و Wanted همکاری کرد. سپس کپور برای قرارداد سه فیلم با کمپانی تولید فیلم یاش راج فیلمز، عقد قرارداد کرد. کپور نخستین بازیگری خود را در سال ۲۰۱۲ با فیلم حبیب فیصل با عنوان «عشق زاده» در مقابل «پارینیتی چوپرا»، موفقیتی حیاتی و تجاری انجام داد. تاران آدارش در مورد عملکرد ارجون نوشت: «ارجون کپور یک شروع فوق العاده را خلق کرده‌است. او دارای زبان بدن یکسان نیست و نوعی از یک فیلم» I-do not give-a-damn «است.» در سال ۲۰۱۴، دو اکران اول کپور بسیار موفقیت‌آمیز بود. او برای اولین بار در نقش مقابل رانویر سینگ و پریانکا چوپرا در گوندای، اثری اکشن و هیجان انگیز به کارگردانی علی عباس ظفر، بازی کرد. این فیلم داستان دو راهزن (که توسط ارجون کپور و رانویر سینگ انجام می‌شود) است که به دهه ۱۹۸۰ بر می‌گردد که می‌خواهند قدرتمندترین قهرمانان کلکته شوند.
کپور پس از نقش آفرینی در سه فیلم جنایی متوالی در کمدی عاشقانه دو ایالت در کنار آلیا بهات حضور یافت. این فیلم اقتباس از رمان چتان بهجت با همان نام است و داستان دو دانش آموز را روایت می‌کند که سعی در متقاعد کردن والدین خود به موافقت با ازدواجشان را دارند. وی در این فیلم نقش متفاوتی را ایفا کرد و موفق به دریافت نامزدی بهترین بازیگر مرد از جشنواره استارداست آواردز هند شد.
سومین فیلم فیلم کپور در سال ۲۰۱۴، فیلم «پیدا کردن فانی» در کنار دیپیکا پادوکن، ناصرالدین شاه بود. این فیلم در گوا فیلمبرداری شد و داستان پنج دوست را که در سفر جاده ای در جستجوی یک زن به نام «فانی» قرار گرفته‌اند، روایت می‌کند. این فیلم با تحسین منتقدان همراه شد.منتقد شوبا-شتی ساها، نقش آفرینی کپور در این فیلم را به عنوان بهترین عملکردش در سال‌های اخیر، نام برد
سال ۲۰۱۶ کپور میزبان فصل هفتم برنامه تلویزیونی (Fear Factor: Khatron Ke Khiladi) بود. او سپس در فیلم کی و کا، که یک کمدی عاشقانه بود ظاهر شد. با وجود دریافت نظرات انتقادی از منتقدان، فیلم کی و کا یک موفقیت تجاری لقب گرفت و بیش از ۱۰۰ کرور فروش کرد. در سال ۲۰۱۷، کپور با شرادها کپور در فیلم عاشقانه دوست دختر نصفه نیمه، بر اساس رمانی باهمین نام نوشته چتان بهجت بی نظیر ظاهر شد، او همچنین در فیلم «مبارکان» همراه با عمویش آنیل کپور، و همچنین ایلیانا دی‌کروز و آدیا شتی در همان سال، نیز درخشید. هم‌اکنون ارجون کپور و پارینیتی چوپرا در کنار یکدیگر در فیلم‌های ساندیپ و پینکی فرار می‌کنند و سلام انگلیس مشغول نقش آفرینی می‌باشند. هر دو فیلم قرار است در سال ۲۰۱۸ اکران شوند.

## روابط خانوادگی
ارجون فرزند بانی کپور تهیه‌کننده مشهور بالیوود و برادر زاده آنیل کپور و پسرعموی سونام کپور بازیگران سینمای هند می‌باشد. همچنین سری دیوی بازیگر مشهور بالیوود مادرخوانده ارجون بود.

## فیلم‌شناسی
| سال  | نام فیلم                   | نقش                   | توضیحات                                                   |
| ---- | -------------------------- | --------------------- | --------------------------------------------------------- |
| ۲۰۱۲ | عشق زاده                   | پارما/پرویز           | نامزد بهترین بازیگر تازه‌وارد سال از جشنواره فیلم فیر      |
| ۲۰۱۳ | اورنگ زیب                  | آجی/ویشال             |                                                           |
| ۲۰۱۴ | ولگرد                      | بالا                  |                                                           |
| ۲۰۱۴ | دو ایالت                   | کریش مالهوترا         | نامزد دریافت جایزه بهترین بازیگر مرد از جشنواره آیفا ۲۰۱۵ |
| ۲۰۱۴ | پیداکردن فانی              | ساویو دا گارما        |                                                           |
| ۲۰۱۵ | خشم                        | پینتو                 |                                                           |
| ۲۰۱۶ | آن دختر و آن پسر           | کبیر بانسال           |                                                           |
| ۲۰۱۷ | دوست‌دختر نصفه نیمه         | مادهو جا              |                                                           |
| ۲۰۱۷ | مبارک                      | کاران سینگ/چاران سینگ |                                                           |
| ۲۰۱۸ | سلام انگلیس                | پارام                 |                                                           |
| ۲۰۱۸ | زیرو                       |                       | حضور افتخاری                                              |
| ۲۰۱۹ | تحت تعقیب‌های هند           | پرابات                |                                                           |
| ۲۰۱۹ | پانی پت                    | سداشیورائو بائو       |                                                           |
| ۲۰۲۱ | ساندیپ و پینکی فرار می‌کنند | ساتیندر               |                                                           |
| ۲۰۲۱ | نوه بزرگ سردار             |                       |                                                           |
| ۲۰۲۱ | پلیس ارواح                 |                       |                                                           |
| ۲۰۲۲ | بازگشت یک شرور             |                       |                                                           |
| ۲۰۲۳ | سگ‌ها                       |                       |                                                           |
| ۲۰۲۳ | بانوی قاتل                 |                       |                                                           |